# Gilbert Yvel
Pour les articles homonymes, voir Yvel.
Gilbert Yvel, né le 30 juin 1976 à Amsterdam, est un pratiquant néerlandais d'arts martiaux mixtes (MMA) issu du style Muay Thai. Au cours de sa carrière, il évolue dans divers organisations, notamment au Pride FC, où il est surnommé The Hurricane. C'est un combattant assez peu respectueux du fait de certains actes en combat comme la morsure ou le KO sur l'arbitre.

## Palmarès en arts martiaux mixtes
| 54 combats : 36 victoires (31 (T)KOs, 5 soumissions), 16 défaites (4 (T)KO's, 3 soumissions, 6 décisions, 3 autres), 1 égalité et 1 No Contest. |            |                    |                                                |                                              |       |       |
| Date | Résultat   | Adversaire         | Nom de l'évènement                             | Méthode                                      | Round | Temps |
| 23/10/2010 | Défaite    | Jon Madsen         | UFC 121: Lesnar vs. Velasquez                  | TKO (Punches)                                | 1     | 1:48  |
| 12/06/2010 | Défaite    | Ben Rothwell       | UFC 115: Liddell vs. Franklin                  | Décision unanime                             | 3     | 5:00  |
| 02/01/2010 | Défaite    | Junior dos Santos  | UFC 108: Evans vs. Silva                       | TKO (Punches)                                | 1     | 2:07  |
| 27/06/2009 | Victoire   | Pedro Rizzo        | Ultimate Chaos: Lashley vs. Sapp               | KO (Punches)                                 | 1     | 2:10  |
| 24/01/2009 | Défaite    | Josh Barnett       | Affliction: Day of Reckoning                   | Soumission (Punches)                         | 3     | 3:05  |
| 21/11/2008 | Victoire   | Alexander Timonov  | M-1 Challenge 9 - Russia                       | TKO (Punches)                                | 1     | 0:22  |
| 05/10/2008 | Victoire   | Sergey Shemetov    | KOE: Tough in not Enough                       | Soumission (Toe Hold)                        | 1     | 0:53  |
| 24/05/2008 | Victoire   | Michal Kita        | Gentlemen Fight Night                          | KO                                           | 2     |       |
| 23/06/2007 | Victoire   | Hakim Gouram       | K-1 - World GP in Amsterdam                    | TKO                                          | 2     |       |
| 08/04/2007 | Victoire   | Akira Shoji        | PRIDE 34 - Kamikaze                            | TKO (Punches)                                | 1     | 3:04  |
| 12/11/2006 | Victoire   | Rodney Faverus     | 2H2H - Pride & Honor                           | TKO                                          |       |       |
| 01/07/2006 | Victoire   | Fabiano Scherner   | CR 17 - Ultimate Challenge                     | TKO                                          | 1     | 1:30  |
| 05/05/2006 | Défaite    | Roman Zentsov      | PRIDE - Total Elimination Absolute             | KO (Coup de poing)                           | 1     | 4:55  |
| 12/06/2005 | Victoire   | Valentijn Overeem  | It's Showtime - Amsterdam Arena                | Soumission (Clé de bras)                     | 1     | 4:30  |
| 03/04/2005 | Défaite    | Ikuhisa Minowa     | PRIDE - Bushido 6                              | Soumission (Clé de cheville type Toe Hold)   | 1     | 1:10  |
| 13/11/2004 | Défaite    | Atte Backman       | FF 12 - Fight Festival 12                      | Disqualifié (KO sur l'arbitre)               | 1     | 0:35  |
| 20/05/2004 | Victoire   | Cheick Kongo       | It's Showtime - Amsterdam Arena                | TKO (Coups de poing)                         | 2     |       |
| 05/12/2003 | Égalité    | Daniel Tabera      | M-1 MFC - Russia vs the World 7                | Combat mené à terme                          | 1     | 10:00 |
| 23/06/2002 | Défaite    | Jeremy Horn        | PRIDE 21 - Demolition                          | Décision (unanime)                           | 3     | 5:00  |
| 17/03/2002 | Victoire   | Bob Schrijber      | 2H2H 4 - Simply the Best 4                     | TKO                                          |       |       |
| 11/11/2001 | Victoire   | Ibragim Magomedov  | M-1 MFC - Russia vs the World 2                | Soumission (étranglement sanguin arrière)    |       | 2:45  |
| 24/09/2001 | Défaite    | Don Frye           | PRIDE 16 - Beasts From The East                | Disqualifié (fourchette aux yeux)            | 1     | 7:27  |
| 27/05/2001 | Défaite    | Igor Vovchanchyn   | PRIDE 14 - Clash of the Titans                 | Soumission (étranglement)                    | 1     | 1:52  |
| 18/03/2001 | Victoire   | Carlos Barreto     | 2H2H 2 - Simply The Best                       | KO (coup de genou aérien)                    | 1     | 2:20  |
| 09/12/2000 | Défaite    | Kazuyuki Fujita    | PRIDE 12 - Cold Fury                           | Décision                                     | 2     | 5:00  |
| 31/10/2000 | No Contest | Wanderlei Silva    | PRIDE 11 - Battle of the Rising Sun            | Yvel prend un coup de pied dans l'aine       | 1     | 0:21  |
| 27/08/2000 | Victoire   | Gary Goodridge     | PRIDE 10 - Return of the Warriors              | KO (coup de pied à la tête)                  | 1     | 0:28  |
| 04/06/2000 | Défaite    | Vitor Belfort      | PRIDE 9 - New Blood                            | Décision                                     | 2     | 10:00 |
| 20/04/2000 | Victoire   | Kiyoshi Tamura     | Rings - Millennium Combine 1                   | TKO (Strikes)                                | 1     | 13:13 |
| 05/03/2000 | Victoire   | Brian Dunn         | 2H2H 1 - 2 Hot 2 Handle                        | TKO (coups de poing)                         | 1     | 0:21  |
| 26/02/2000 | Défaite    | Dan Henderson      | Rings - King of Kings 1999 Final               | Décision (unanime)                           | 2     | 5:00  |
| 06/02/2000 | Victoire   | Joop Kasteel       | Rings Holland - There Can Only Be One Champion | KO                                           | 1     | 4:16  |
| 22/12/1999 | Victoire   | Tsuyoshi Kohsaka   | Rings - King of Kings 1999 Block B             | TKO (coupure)                                | 1     | 1:17  |
| 22/12/1999 | Victoire   | Tariel Bitsadze    | Rings - King of Kings 1999 Block B             | Soumission (clé de bras)                     | 1     | 2:18  |
| 27/11/1999 | Victoire   | Dennis Reed        | AAC 2 - Amsterdam Absolute Championship 2      | KO (coup de genou aérien)                    | 1     | 1:43  |
| 27/09/1999 | Victoire   | Fabio Piamonte     | WVC 9 - World Vale Tudo Championship 9         | TKO (Strikes)                                | 1     | 2:28  |
| 20/06/1999 | Victoire   | Semmy Schilt       | Rings Holland - The Kings of the Magic Ring    | KO                                           | 2     | 4:45  |
| 20/03/1999 | Victoire   | Todd Medina        | WVC - World Vale Tudo Championship             | KO (coup de genou)                           | 1     | 0:10  |
| 07/02/1999 | Victoire   | Big Mo T           | Rings Holland - Judgement Day                  | KO (coup de genou aérien)                    | 1     |       |
| 24/10/1998 | Victoire   | Lee Hasdell        | Rings Holland - The Thialf Explosion           | TKO (coupure)                                |       |       |
| 07/06/1998 | Victoire   | Valentijn Overeem  | Rings Holland - Who's The Boss                 | TKO                                          |       |       |
| 23/05/1998 | Défaite    | Karimula Barkalaev | IAFC - Pankration European Championship 1998   | Disqualifié (morsure)                        | 1     | 4:49  |
| 12/04/1998 | Défaite    | Bob Schrijber      | IMA - KO Power Tournament                      | KO (coups de poing et de pied)               | 1     | 4:15  |
| 12/04/1998 | Victoire   | Algirdas Darulis   | IMA - KO Power Tournament                      | TKO (3 Knockdowns)                           | 1     | 3:02  |
| 08/02/1998 | Victoire   | Bob Schrijber      | Rings Holland - The King of Rings              | Soumission (clé de cheville type Ankle Lock) | 2     | 1:12  |
| 07/12/1997 | Victoire   | Bas Lussen         | RDFF 2 - Red Devil Free Fight 2                | KO                                           |       |       |
| 01/11/1997 | Victoire   | Oleg Tsygolnik     | M-1 MFC - World Championship 1997              | KO (coup de poing)                           | 1     | 1:41  |
| 01/11/1997 | Victoire   | Sergei Tunic       | M-1 MFC - World Championship 1997              | KO (coups de poing)                          | 1     | 1:16  |
| 05/10/1997 | Victoire   | Pedro Palm         | Gym Alkmaar - Fight Gala                       | TKO                                          |       |       |
| 27/09/1997 | Victoire   | Vyacheslav Kiselev | RDFF 1 - Red Devil Free Fight 1                | TKO                                          | 1     |       |
| 29/06/1997 | Victoire   | Leon Dijk          | Rings Holland - Utrecht at War                 | KO                                           | 1     |       |
| 02/02/1997 | Victoire   | Rob van Leeuwen    | Rings Holland - The Final Challenge            | TKO                                          |       | 4:06  |